# Sporidesmiella claviformis
Sporidesmiella claviformis är en svampart som beskrevs av P.M. Kirk 1982. Sporidesmiella claviformis ingår i släktet Sporidesmiella och familjen Melanommataceae.   Inga underarter finns listade i Catalogue of Life.